# Арена (фильм, 1967)
«Арена» — советский широкоформатный художественный фильм режиссёра Самсона Самсонова, снятый на киностудии «Мосфильм» в 1967 году. Премьера картины состоялась 30 августа 1967 года.
В съёмках принимал участие конный цирк Дмитрия и Валерия Кострюковых.

## Сюжет
В одном из оккупированных европейских городов комендант гарнизона собирает труппу цирковых артистов. Выходцы из разных стран, они находятся в унизительном положении людей, вынужденных служить своим поработителям.
Многие из них, вербованных из лагерей и работных домов, были вполне довольны своей участью. Только после цепи последующих событий (убийство разоблачённого подпольщика и гибель старого клоуна) артисты поднимают восстание.
Безоружные люди не в силах противостоять прибывшей охране. Они погибают, но ценой своих жизней возвращают утерянное было человеческое достоинство.

## В ролях
- Маргарита Володина — Маша
- Адольф Дымша — Рыжий клоун
- Глеб Стриженов — служитель конюшни
- Валентинс Скулме — Белый клоун
- Валентина Серова — жена Рыжего клоуна
- Янис Мелдерис — комендант
- Алла Будницкая — артистка цирка
- Людмила Канагина — артистка цирка
- Владимир Грамматиков — артист цирка
- Игорь Ясулович — грустный клоун
- Эдуард Артемьев — тапёр
- Яков Шехтман — человек-фонтан
- Галина Шубарина — эквилибристка
- Александр Херц — воздушный гимнаст

Силовые акробаты Степановы (квинтет) в составе: Сергей Степанов, Станислав Кузьмин, Николай Моисеев, Олег Манушкин, Анатолий Ионов.

## Съёмочная группа
- Авторы сценария: Владимир Капитановский, Самсон Самсонов
- Режиссёр-постановщик: Самсон Самсонов
- Операторы-постановщики: Николай Большаков, Михаил Суслов
- Композитор: Эдуард Артемьев
- Художники-постановщики: Борис Бланк, Владимир Камский
- Звукооператор: Григорий Коренблюм
- Дирижёр: Эмин Хачатурян
- Текст от автора: Александр Рекемчук